# Papas duquesas
Las papas duquesas o patatas duquesa (del francés pommes duchesse) son una especialidad culinaria francesa a base de papa. Se preparan a partir de relleno de queso, al que se añade huevo y se moldea con distintas formas, ya sea en forma de escarapela, hechas mediante una manga pastelera con la boquilla adecuada, o en forma de bola, que se moldea con las manos. Se meten en el horno sobre una bandeja y se doran unos pocos minutos. Las que se producen en forma industrial se venden precocidas y congeladas. Se sirven para acompañar distintos platos de carne.
Son un elemento clásico de la cocina francesa y se encuentran en libros de cocina históricos de ese país.

## Historia
La primera receta conocida del plato se publicó en La Nouvelle Cuisinière Bourgeoise en 1746.La frase à la duchesse se convirtió en una denominación en la cocina francesa para cualquier plato que incorpora una mezcla de puré de papas y yema de huevo.Las recetas de papas duquesas se han publicado en libros de cocina estadounidenses desde al menos 1878.En su libro de cocina de 1896, la chef estadounidense Fannie Farmer describió el potencial creativo de éstas, escribiendo: "Dar forma, utilizando una manga pastelera y un tubo, en forma de cestas, pirámides, coronas, hojas, rosas, etc. Pincelar con huevo batido diluido con una cucharadita, agua y dorar en el horno caliente." En 1902, la Boston Cooking School publicó una receta del producto en su revista. El autor de libros de cocina francés Auguste Escoffier las describió en su influyente libro de cocina Le Guide Culinaire, publicado por primera vez en 1903.
Durante la Gran Depresión —una crisis económica mundial—, el gobierno federal de Estados Unidos cooperó con una docena de agencias agrícolas estatales para mejorar el mejoramiento genético de la papa. La Oficina de Economía Doméstica de ese país animó a los consumidores a probar platos de papas menos comunes, como las duquesas.La Segunda Guerra Mundial provocó escasez de alimentos, especialmente de mantequilla, carne y alimentos enlatados. En enero de 1943, la primera dama Eleanor Roosevelt publicó menús para nueve comidas familiares servidas en la Casa Blanca. Una cena incluyó pastel de carne y papas duquesas.En 1949, el New York Times las promocionaba acompañadas de pollo asado o pescado ahumado como una alternativa gastronómica elegante pero económica a la carne de res. Cuando el crítico gastronómico Craig Claiborne se graduó octavo de su promoción en la École hôtelière de Lausanne en 1954, su examen final incluyó preparar pescado en vino blanco, con salsa velouté salsa holandesa y papas duquesas.
En septiembre de 1959, el presidente estadounidense Dwight Eisenhower se reunió con el primer ministro soviético Nikita Jrushchov en Camp David. La cena incluyó costillas y pargo rojo al horno. Las papas duquesas se encontraban entre las guarniciones. Cuando Mohammad Reza Pahleví, el sah de Irán, visitó Washington D. C. en abril de 1962, organizó una cena de seis platos para el presidente John F. Kennedy en la embajada iraní. El plato principal era faisán y las papas duquesas también formaban parte de la comida. Más adelante, en junio de 1966, el rey Fáisal bin Abdulaziz de Arabia Saudita visitó la misma ciudad y el entonces presidente Lyndon B. Johnson organizó una cena de Estado en la sede gubernamental y el menú incluía filete de lenguado almendrado, solomillo asado y papas duquesas.